# توم بادج
توم بادج (بالإنجليزية: Tom Budge)‏ هو ممثل أسترالي، ولد في 15 مارس 1982 في ملبورن في أستراليا.

## وصلات خارجية
- توم بادج على موقع IMDb (الإنجليزية)
- توم بادج على موقع قاعدة بيانات الفيلم (الإنجليزية)